# Insulele Solomon
Insulele Solomon este o țară insulară în Oceanul Pacific.

## Istorie
Insulele Solomon au fost locuite de melanezieni. Ele au fost descoperite în 1567 de navigatorul spaniol Alvaro de Mendana y Neyra (1541-1595). El a dat insulelor numele legendarului rege Solomon crezând că a descoperit locul de unde proveneau bogățiile acestuia.
În 1893, arhipelagul a devenit protectorat britanic. În timpul celui de-al Doilea Război Mondial, insulele au fost un câmp de operațiuni militare intens între americani și japonezi, în special Insula Guadalcanal. În 1978 și-au obținut independența.

## Economie
Pescuitul și exploatarea forestieră constituie principalele surse de venit ale acestei țări insulare, însă, din cauza exploatării excesive, au devenit o amenințare serioasă la adresa resurselor maritime și forestiere ale insulei. În afară de cherestea, de pe insulă se mai exportă pește, copra (ulei de cocos), cacao, orez și mirodenii. Pentru consum local, se cultivă taro, igname și legume.
Agricultura practicată pe plantații în scopul exportului este posibilă doar pe coasta fertilă de nord a insulei Guadalcanal.
Principalele bunuri de consum sunt produse de o industrie prelucrătoare extrem de slab dezvoltată. Exploatarea materiilor prime, printre care aur, cupru, fosfor, argint și bauxită, este încă de importanță secundară.
Internetul a deschis noi căi de comunicare între insule. Cu ajutorul radioului pe unde scurte, informația este transmisă între insule sau pe glob prin rețeaua de stat People First Network.

## Situarea
În partea central-vestică a Oceanului Pacific, între Papua-Noua Guinee la vest, Marea Solomon la sud-vest și Arhipelagul Vanuatu la sud-est, la 4-11 grade latitudine sudică și 154-162 grade longitudine estică.
Ora locală: GMT + 11 h. Ora României + 9 h.
Suprafața: 28.446 km pătrați.

## Populația

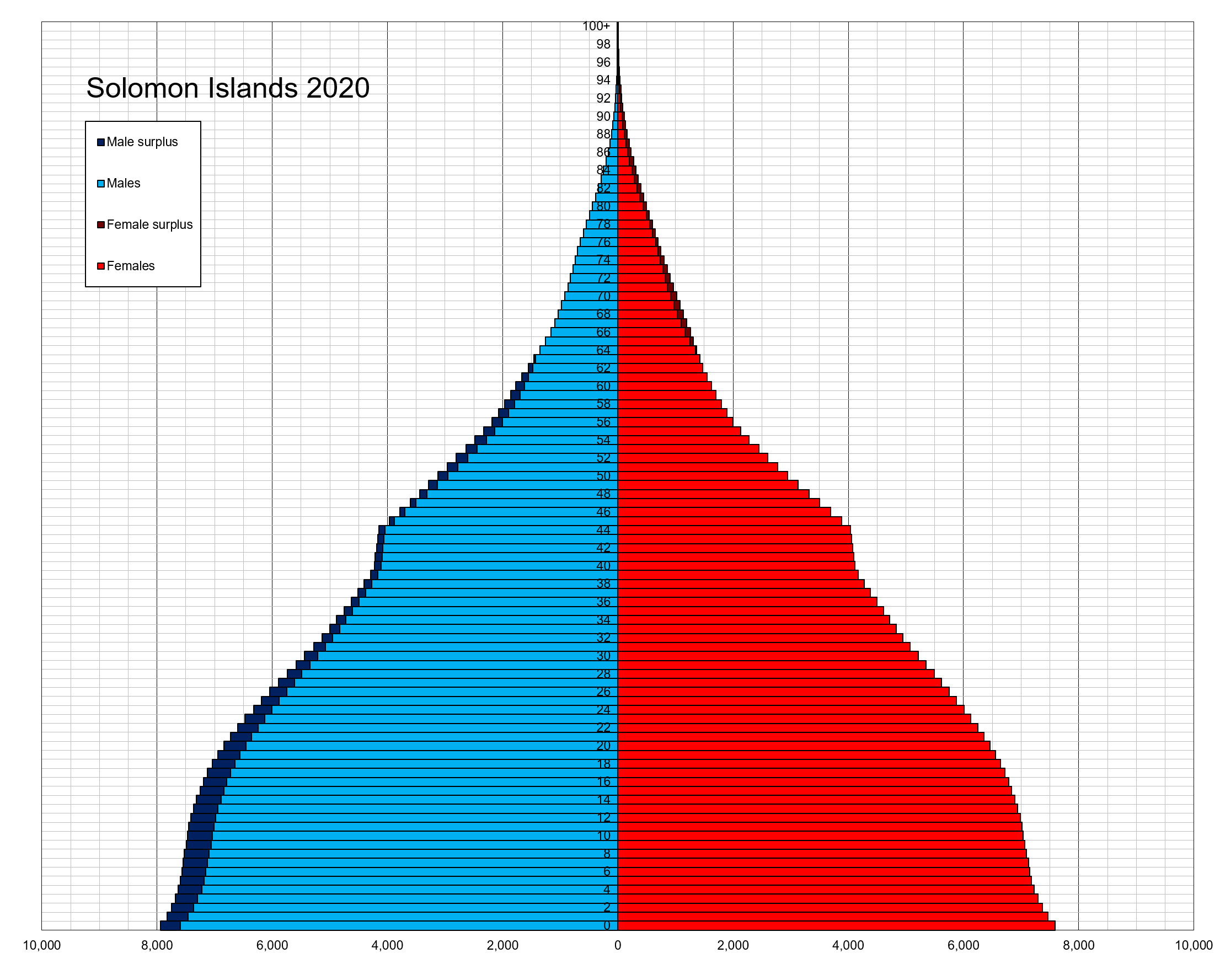
Piramida populației din Insulele Solomon (2020) (generată din baza de date internațională a Biroului de recensământ al SUA)

472.000 loc (2005). Densitatea populației: 17 loc/km pătrați. 1984: 269.000 locuitori; 1973: 179.000 locuitori.
Structura populației: melanezieni: 94%, polinezieni: 4%, micronezieni: 1,5%, europeni: 0,7%, chinezi: 0,1%.
Speranța de viață medie: 62,5 ani (2003).
Culte: protestantism - 41,8%, anglicanism - 33,9%, catolicism - 19,1%, altele - 5,2%.
Limbi: limba oficială este engleza. Limba uzuală este engleza-pidgin. Mai sunt vorbite 70 de limbi melaneziene.

## Organizarea de stat
Conform Constituției din 1978, monarhie constituțională, șeful statului fiind regele Charles al III-lea al Marii Britanii, reprezentat de un guvernator general. Este al 37-lea stat membru al Commonwealth-ului britanic.
Activitatea legislativă este exercitată de Parlamentul Național, parlament unicameral cu 38 de membri aleși prin vot direct pe o perioada de 4 ani. Activitatea executivă este exercitată de primul ministru, liderul partidului majoritar din parlament și de un cabinet format din 14 membri.
Diviziuni administrative: 4 districte - «districts»: Central, Eastern, Western, Malaita.
Moneda: dolarul Insulelor Solomon.
Sărbătoarea națională: 7 iulie - aniversarea proclamării independenței (1978).

## Capitala
Honiara: 56.000 loc (2003), situată în nord-vestul Insulei Guadalcanal, la vărsarea râului Mataniko în ocean. Cel mai mare oraș al Insulelor Solomon dar și cel mai mare port. Aeroport principal: Henderson, la 16 km est de capitală. Orașul a fost creat după cel de-al doilea război mondial, în jurul unei baze militare americane. Honiara a devenit în 1952 centrul administrativ al teritoriului Insulelor Solomon.

## Geografie
Arhipelagul Solomon cuprinde 100 de insule vulcanice și coraligene (fără insulele Buka și Bougainville, ce aparțin statului Papua-Noua Guinee) întinse pe o lungime de 2.000 km sub forma a 2 lanțuri paralele, orientate NV-SE.
Cele mai mari insule: I. Guadalcanal: 6.470 km pătrați (aici se află și cel mai înalt vârf din arhipelag: Mount Popomanisiu - 2335 m), Insula Santa Isabel: 4.662 km pătrați, I. San Cristobal: 4.660 km pătrați, I. Malaita: 3.885 km pătrați, I. New Georgia: 3.370 km pătrați, I. Choiseul: 2.540 km pătrați.

##### Insule vulcanice și atoli de corali
Insulele Solomon sunt de origine vulcanică și cuprind aproape toate tipurile geologice de insule din Oceania. Din cauza așezării sale în așa-numitul Cerc de Foc al Pacificului, țara este afectată de cutremure și de activitatea vulcanilor. Cel mai înalt vârf muntos de pe cele mai importante insule vulcanice este Makarakomburu (2447 m), pe Guadalcanal.
În sud-estul îndepărtat se găsesc o serie de atolijoși. Pe insulele mai mari, unele dintre ele încă neexplorate, se află lanțuri muntoase înalte și abrupte, cu pante săpate adânc în munte. Pe Guadalcanal, insula principală, câmpiile de coastă, acoperite cu arbori de cocos și cu palmieri, se întind până în estul capitalei,Honiara. Insulele mici artificiale, alcătuite din corali, dintre care cele mai vechi au mai multe sute de ani, se întind în largul coastei Malaita.

### Muzica

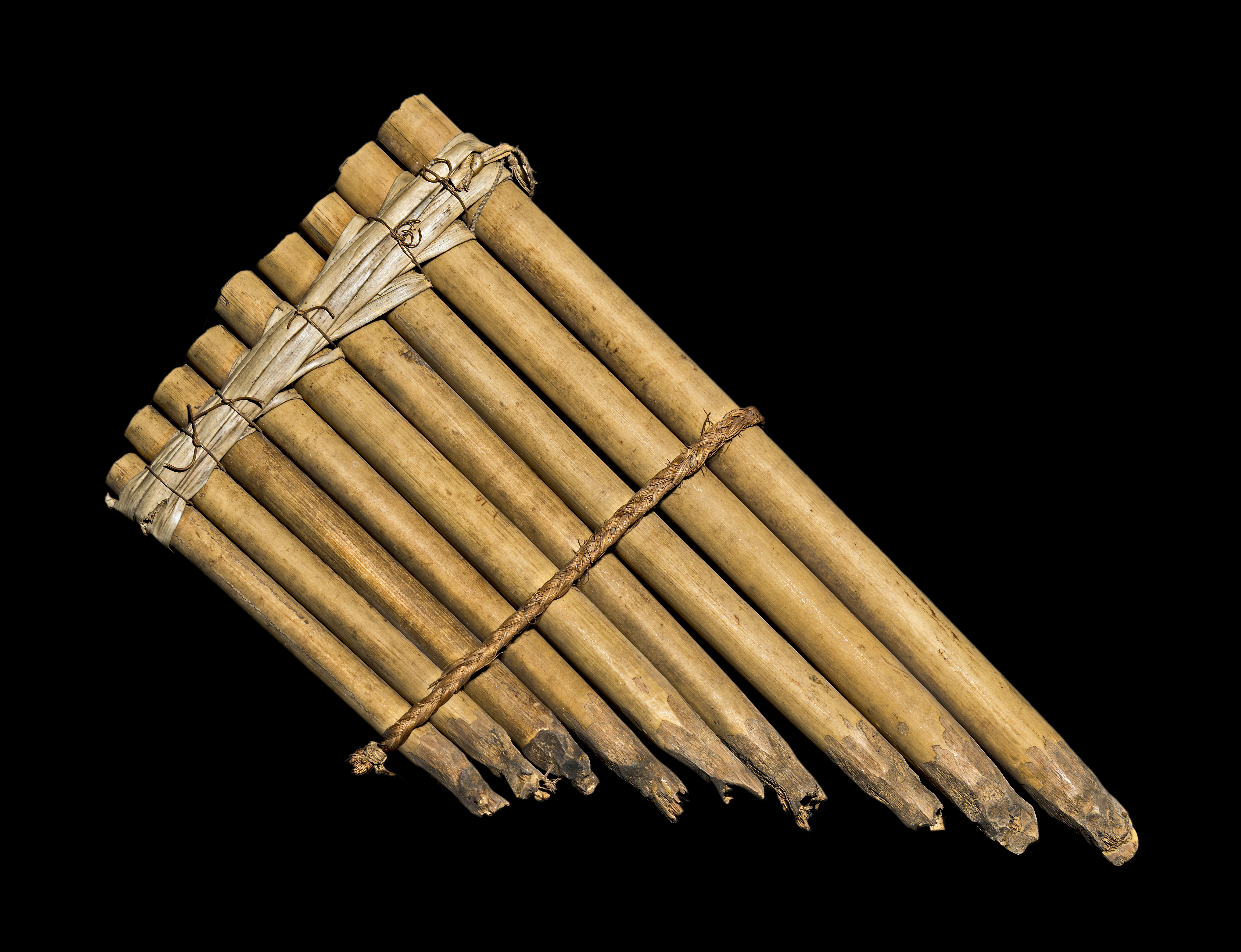
Nai, din secolul al 19-lea

## Clima
Clima este tropical-musonică, cu temperatură medie multianuală de +27 grade. Precipitații bogate: 1600–4000 mm/an. În acest climat tropical, crește o vegetație luxuriantă care, pe numeroasele insule, este încă virgină.

## Patrimoniu mondial UNESCO
Atolul de corali East Rennell a fost înscris în anul 1998 pe lista patrimoniului mondial UNESCO.